# Hans-Marcus Elwert
Hans-Marcus Elwert (* 11. Juli 1962) ist ein deutscher Großmeister im Fernschach.

## Karriere
Um 1982 begann Elwert, der Mitglied im Schachklub BUE Hamburg war, mit dem Fernschach. 1988 gewann er ein Turnier der Meisterklasse, 1990 wurde er Zweiter. 1996 bekam er den Titel Großmeister von der International Correspondence Chess Federation (ICCF) verliehen.
2001 siegte er im sogenannten Millennium-Turnier, welches von niederländischen Fernschachbund NBC ausgerichtet wurde. In diesem Turnier der Kategorie XVIII gewann er gegen den Schweden Ulf Andersson, der so erstmals eine Fernpartie verlor.
Im Jahr 2005 wurde er Vizeweltmeister bei der 18. Fernschach-Weltmeisterschaft. 2007 betrug seine Fernschach-Elo-Zahl 2725. Von 1997 bis 2010 wurde er unter den ersten Zehn der Weltrangliste geführt, zuletzt sogar an erster Stelle.
Auch im Nahschach erreichte Elwert eine beachtliche Spielstärke und war zeitweise in der zweiten Bundesliga aktiv. Er schrieb zudem zwei Schachbücher.

## Privates
Elwert ist von Beruf Bürokaufmann, zeitweise arbeitete er bei der Firma ChessBase. Seit 1996 ist er verheiratet. Er lebt in Hamburg.

## Schriften
- Das Tschechische System. Ein komplettes Repertoire gegen 1.e4. Schachzentrale Rattmann, Hamburg 1998, ISBN 3-88086-111-0.
- Gewinnen mit 1. b4! Schachzentrale Rattmann, Hamburg 1999, ISBN 3-88086-115-3.